# 2019 في هولندا
هذه المقالة تسرد بعض أحداث عام 2019 المتعلقة بهولندا.

## الحكم
- الملك – فيليم ألكساندر (ملك هولندا)
- رئيس الحكومة – مارك روته